# Precision Graphics Markup Language
Le PGML (Precision Graphics Markup Language) est un langage graphique basé sur le XML et sur les formats PDF et PostScript, permettant d'insérer des images vectorielles dans les pages Web.
Le langage PGML, proposé par Adobe Systems et appuyé par IBM, Netscape et Sun Microsystems, se veut un concurrent du langage VML. Une de ses caractéristiques est de permettre la conversion de documents PDF et PostScript en XML.
On observe cependant d'autres langages de description graphique plus récents permettant de représenter des images 2D avec du texte notamment le langage SVG.
Les formats PGML et VML et ont été fusionnés et améliorés pour créer le format SVG.